# Planet of the Apes (seriál)
Planet of the Apes je americký dobrodružný televizní seriál vytvořený Anthonym Wilsonem pro stanici CBS. Úvodní díl měl premiéru 13. září 1974 a seriál byl vysílán do 6. prosince 1974. V hlavních rolí se představili Roddy McDowall, Ron Harper, James Naughton, Mark Lenard a Booth Colman.

## Děj
Seriál sleduje příběh Alana Virdona a Petera Burkea, dvou amerických astronautů z 20. století, kteří časovým skokem skončili v budoucnosti, v níž si opice podmaňují lidi. Ti se snaží společně se šimpanzem Galenem najít cestu zpátky domů, pomáhají utlačovaným lidem a vyhýbají se opicím a úřadům.

## Obsazení

### Hlavní role
- Roddy McDowall jako šimpanz Galen
- Ron Harper jako plukovník Alan Virdon
- James Naughton jako major Peter J. Burke
- Mark Lenard jako šéf ochranky Urko (11 dílů)
- Booth Colman jako radní Zaius (6 dílů)

### Vedlejší role
- John Hoyt jako šimpanz Barlow (2 díly)
- Jacqueline Scott jako šimpanz (2 díly)

## Seznam dílů
| Č. v seriálu | Původní název              | Režie               | Scénář                                  | Premiéra v USA     |
| ------------ | -------------------------- | ------------------- | --------------------------------------- | ------------------ |
| 1            | Escape from Tomorrow       | Don Weis            | Art Wallace                             | 13. září 1974      |
| 2            | The Gladiators             | Don McDougall       | Art Wallace                             | 20. září 1974      |
| 3            | The Trap                   | Arnold Laven        | Edward J. Lakso                         | 27. září 1974      |
| 4            | The Good Seeds             | Don Weis            | Robert W. Lenski                        | 4. října 1974      |
| 5            | The Legacy                 | Bernard McEveety    | Robert Hamner                           | 11. října 1974     |
| 6            | Tomorrow's Tide            | Don McDougall       | Robert W. Lenski                        | 18. října 1974     |
| 7            | The Surgeon                | Arnold Laven        | Barry Oringer                           | 25. října 1974     |
| 8            | The Deception              | Don McDougall       | Anthony Lawrence, Ken Spears a Joe Ruby | 1. listopadu 1974  |
| 9            | The Horse Race             | Jack Starrett       | David P. Lewis a Booker Bradshaw        | 8. listopadu 1974  |
| 10           | The Interrogation          | Alf Kjellin         | Richard Collins                         | 15. listopadu 1974 |
| 11           | The Tyrant                 | Ralph Senensky      | Walter Black                            | 22. listopadu 1974 |
| 12           | The Cure                   | Bernard McEveety    | Edward J. Lakso                         | 29. listopadu 1974 |
| 13           | The Liberator              | Arnold Laven        | Howard Dimsdale                         | nebylo vysíláno    |
| 14           | Up Above the World So High | John Meredyth Lucas | S. Bar-David a Arthur Browne Jr.        | 6. prosince 1974   |

Vysvětlivky
1. 1 2  Oficiální DVD vydání seriálu, dobový televizní program v časopisu TV Guide a kniha Timeline of the Planet of the Apes uvádí, že díl „The Liberator“ nebyl v roce 1974 vysílán (uveden byl až v 90. letech na stanici Sci-Fi Channel) a epizoda „Up Above the World So High“ měla premiéru 6. prosince 1974. Podle knih Planet of the Apes Revisited a Planet of the Apes as American Myth měl mít díl „The Liberator“ premiéru 6. prosince 1974 a epizoda „Up Above the World So High“ 20. prosince 1974.

## Televizní filmy
V roce 1981 bylo deset dílů seriálu sestříháno do pěti televizních filmů. Tyto snímky pak byly prodány do dalších zemí, včetně Česka.
| Český název                                     | Originální název                                    | Obsažené díly                              | Česká premiéra    |
| ----------------------------------------------- | --------------------------------------------------- | ------------------------------------------ | ----------------- |
| Návrat na Planetu opic                          | Back to the Planet of the Apes                      | Escape from Tomorrow The Trap              | 12. prosince 1999 |
| Zapomenuté město na Planetě opic                | Forgotten City of the Planet of the Apes            | Gladiators Legacy                          | 8. ledna 2000     |
| Zrada a chamtivost na Planetě opic              | Treachery and Greed on the Planet of the Apes       | Horse Race The Tyrant                      | 19. prosince 1999 |
| Život, svoboda a pronásledování na Planetě opic | Life, Liberty and Pursuit on the Planet of the Apes | The Surgeon The Interrogation              | 15. ledna 2000    |
| Poznání na Planetě opic                         | Farewell to the Planet of the Apes                  | Tomorrow's Tide Up Above The World So High | 22. ledna 2000    |

## Galerie

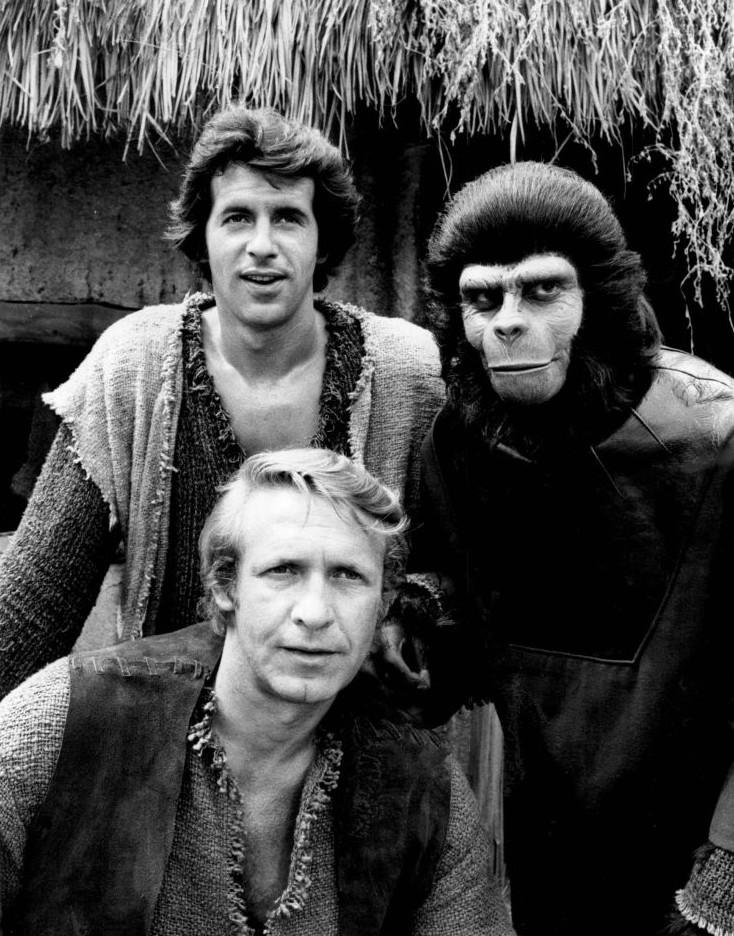
Fotografie z roku 1974: James Naughton (vlevo nahoře), Ron Harper (dole) a Roddy McDowall (vpravo)
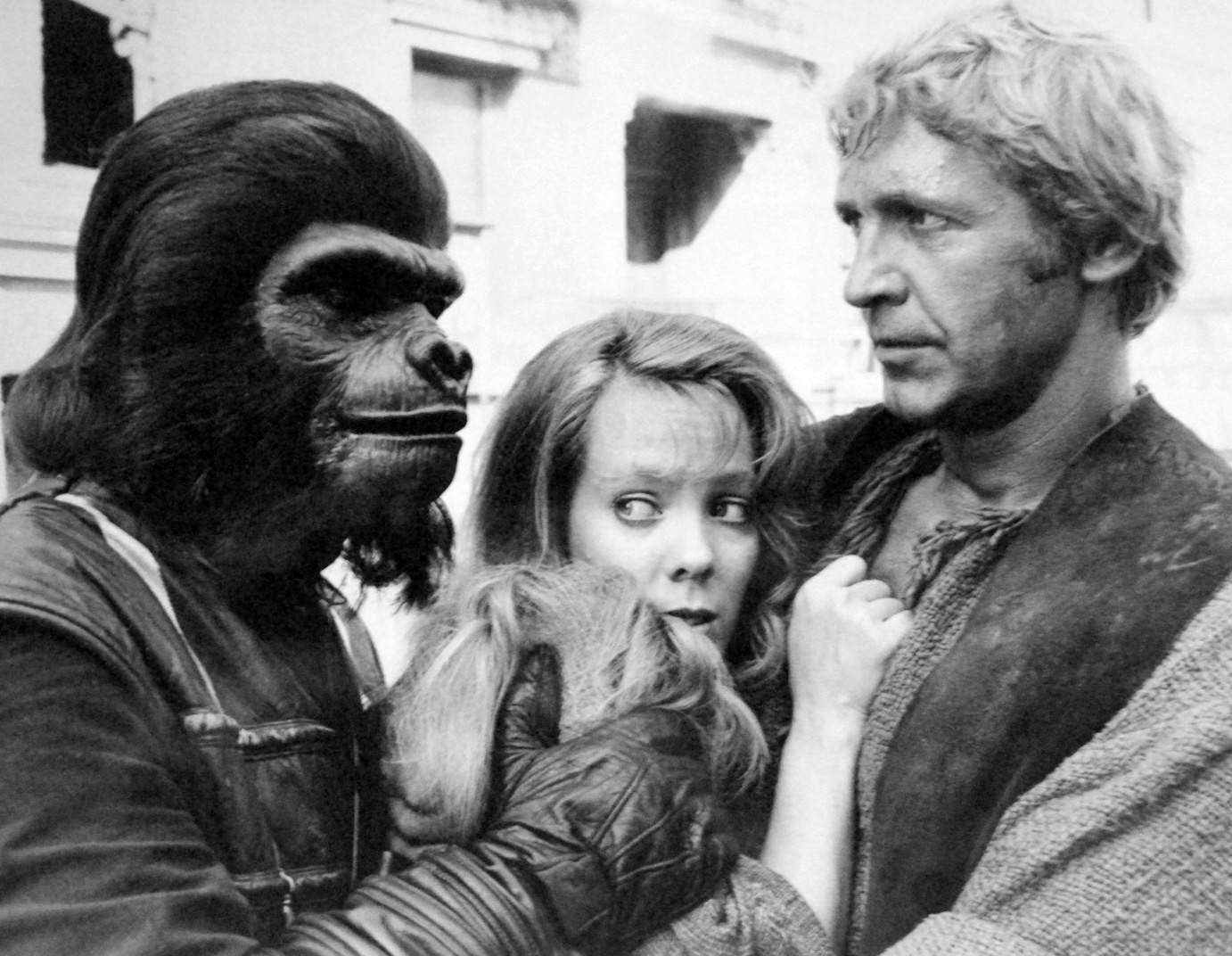
Zleva doprava: Wayne Foster, Zina Bethune a Ron Harper
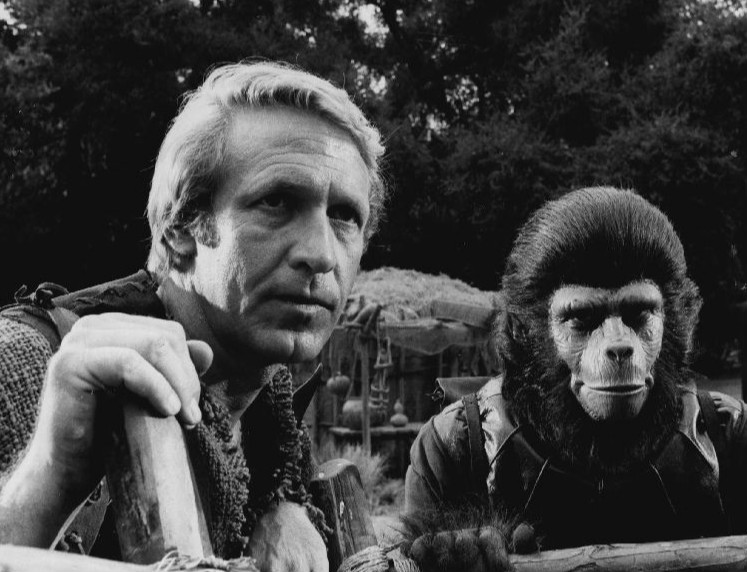
Ron Harper a Roddy McDowall